# Melč (zámek)
Zámek s parkem stojí na katastrálním území obce Melč v okrese Opava. Zámek s parkem a ohradní zdí byl zapsán v roce 1964 do Ústředního seznamu kulturních památek ČR. Je využíván jako dětský domov.

## Historie
První písemná zmínka o obci Melč pochází z roku 1377, kdy byla součásti vikštejnského panství v držení opavských knížat. V roce 1671 Melč získala Anna Magdaléna, dcera Viléma Alexandra Oderskéhoho z Lidéřova na Vikštejně. V roce 1705 Melč zdědil František Filip z Hodic, druhý manžel Anny Magdalény. V roce 1755 od rodu Hodických získali zámek opavští jezuité a vlastnili jej do roku 1773, kdy byl řád zrušen. Po výměně několika majitelů v roce 1810 zámek koupil Jan hrabě z Teczina majitel vikštejnského panství, který jej v roce 1814 prodal hrabatům z Arzu. Od roku 1888 do konce druhé světové války zámek vlastnili hrabata Razumovští, jejichž erb je v průčelí domu.
Předpokládá se, že v době Anny Magdalény byl v Melči poplužní dvůr, který František Filip z Hodic přestavěl na barokní zámek. Mezi lety 1810 až 1814 byl zámek přestavěn v empírovém stavebním slohu. Zámek měl různá využití např. jako jezuitská kolej, lázně, zotavovna či nemocnice. Na začátku 20. století zde byla zřízena zvláštní škola internátní, která byla roce 1985 transformována na dětský domov.
V letech 1997–1998 byla provedena rozsáhlá rekonstrukce původních zámeckých interiérů. V roce 2005 byla provedena další rozsáhlá rekonstrukce, která byla zaměřena na změnu internátního zařízení na dětský domov rodinného typu.
Kapacita dětského domova je čtyřicet dětí ve věku od tří do osmnácti let, ale mohou zůstat až do doby ukončení přípravy na své budoucí povolání do 26 let. Jsou rozděleny do pěti samostatných rodinných skupin. Každá rodinná skupina má svůj samostatný byt s pokojíčky pro děti, obývací pokoj, sociální zařízení a kuchyň. Mimo to využívají jídelnu, společenskou místnost, keramickou dílnu a dílnu pro chlapce.

## Architektura

### Exteriér
Zámek je empírová jednopatrová zděná omítaná budova postavena na půdorysu obdélníku, je zastřešena mansardovou střechou krytou břidlicí. Na pravé straně zahradního průčelí předstupuje dvouosý mělký rizalit, ke kterému přiléhá válcová schodištní věž. Zahradní průčelí má devět okenních os a jednu schodištní. Je dělené patrovými pilastry a profilovano korunní římsou. Severní průčelí má dvanáct okenních os, je členěné opět patrovými pilastry a profilovanou korunní římsou. Většina oken jsou pravoúhlá bez rámování ve špaletách. Ve čtvrté ose je prolomen vstupní otvor, který je rámován dřevěným ostěním.

### Interiér
V přízemí ústřední místnost je zaklenuta dvěma segmentově valenými klenbami a jednou křížovou klenbou, vlevo vzadu je nástup na schodiště do patra. Většina místností mají valené klenby s lunetami nebo mají křížovou klenbu. V patře jsou ploché stropy se štukovou výzdobou. Vnitřní prostory zdobí obrazy akademického malíře Stanislava Holého.

## Park
Park se rozkládá na obdélníkové ploše o výměru 4,40 ha v mírně svažitém terénu v nadmořské výšce 470 m mezi zámkem a areálem kostela svatého Antonína Paduánského. Původní anglický park byl založen v 19. století v nejbližším okolí zámku a následně byl postupně rozšiřován na jih (areál hřbitova) a západ. V roce 1888 byl park na severní straně u zámku a u jižní hranice obehnán kamennou zdí, na kterou se využil kámen původně určený na stavbu kostelní věže. Ve východní části je v ohradní zdi vjezd do parku. V blízkosti zámku je dřevěný altán a u zahradní branky je kruhová betonová nádrž bývalé kamenné kašny. Východní část parku je využívána dětským domovem, která je oddělena drátěným oplocením od veřejné západní části. V devadesátých letech 20. století veřejná část byla částečně rehabilitována a byla provedena dosadba.
Park je součástí Přírodního parku Moravice. K nejvýznamnějším dřevinám areálu patří jinan dvoulaločný, kaštanovník setý, modřín opadavý, borovice vejmutovka, tis červený, buk lesní, cypřišek hrachonosný, zeravinec japonský, jedle kavkazská, korkovník amurský a další.